# Košarkaška liga Srbije (Servisch basketbal)
Het Servisch basketbal kampioenschap Meridianbet (Servisch: Кошаркашка лига Србије) is het hoogste niveau clubcompetitie in het Servisch professionele basketbal, waar gespeeld wordt om het nationale kampioenschap van Servië. Het wordt georganiseerd door KCC. Het seizoen bestaat uit een thuis-en-uit schema van 22 wedstrijden, gevolgd door een playoffronde met acht teams. De kwartfinales verlopen volgens het best-of-three-principe en de halve finales en de finale is een best-of-five. Sinds het seizoen 2020/21 word vanaf de kwartfinales alles volgens het best-of-three-principe gespeeld. De laatste club degradeert naar de Druga muška liga Srbije. Het beste team uit de Druga muška liga Srbije promoveren naar de Košarkaška liga Srbije.

## Winnaars Servisch basketbalkampioenschap
| Jaar | Winnaar                                                                     | Runner-up                                                                   | Uitslag                                                                     |                                                                             |
| ---- | --------------------------------------------------------------------------- | --------------------------------------------------------------------------- | --------------------------------------------------------------------------- | --------------------------------------------------------------------------- |
| 2007 | KK Partizan                                                                 | Rode Ster                                                                   | 3-1                                                                         |                                                                             |
| 2008 | Partizan Igokea                                                             | Hemofarm                                                                    | 3-1                                                                         |                                                                             |
| 2009 | Partizan Igokea                                                             | Rode Ster                                                                   | 3-2                                                                         |                                                                             |
| 2010 | KK Partizan                                                                 | Hemofarm                                                                    | 3-0                                                                         |                                                                             |
| 2011 | KK Partizan                                                                 | Hemofarm                                                                    | 3-0                                                                         |                                                                             |
| 2012 | Partizan mt:s                                                               | Rode Ster                                                                   | 3-1                                                                         |                                                                             |
| 2013 | Partizan mt:s                                                               | Rode Ster                                                                   | 3-1                                                                         |                                                                             |
| 2014 | KK Partizan                                                                 | Rode Ster Telekom                                                           | 3-1                                                                         |                                                                             |
| 2015 | Rode Ster Telekom                                                           | Partizan NIS                                                                | 3-0                                                                         |                                                                             |
| 2016 | Rode Ster Telekom                                                           | Partizan NIS                                                                | 3-1                                                                         |                                                                             |
| 2017 | Rode Ster mts                                                               | KK FMP                                                                      | 3-0                                                                         |                                                                             |
| 2018 | Rode Ster mts                                                               | KK FMP                                                                      | 3-0                                                                         |                                                                             |
| 2019 | Rode Ster mts                                                               | Partizan NIS                                                                | 3-1                                                                         |                                                                             |
| 2020 | competitie gestaakt en later definitief beëindigd vanwege de Coronapandemie | competitie gestaakt en later definitief beëindigd vanwege de Coronapandemie | competitie gestaakt en later definitief beëindigd vanwege de Coronapandemie | competitie gestaakt en later definitief beëindigd vanwege de Coronapandemie |
| 2021 | Rode Ster mts                                                               | Mega Soccerbet                                                              | 2-1                                                                         |                                                                             |
| 2022 | Rode Ster mts                                                               | FMP Meridian                                                                | 2-0                                                                         |                                                                             |
| 2023 | Rode Ster Meridianbet                                                       | FMP Soccerbet                                                               | 2-0                                                                         |                                                                             |
| 2024 | Rode Ster Meridianbet                                                       | Partizan Mozzart Bet                                                        | 2-0                                                                         |                                                                             |
| 2025 | KK Partizan                                                                 | KK Spartak Subotica                                                         | 2-0                                                                         |                                                                             |